# 비너스 라
비너스 라(Venus Raj, 1988년 7월 7일 ~ )는 필리핀의 미인 대회 우승자, 사회자, 모델, 배우이다. 2010년 미스 필리핀 우승자이며 미스 유니버스 2010에서 필리핀 대표로 참가했다.